# Chicagos sexdagars
Chicagos sexdagars var ett sexdagarslopp som avhölls i Chicago från 1915 till 1957. Vanligtvis hölls två lopp per säsong – ett i (oktober) november och ett i (januari) februari/mars. Det första loppet hölls i Dexter Park Pavillion (International Amphitheatre) från 28 januari till 3 februari 1915 och över 10 000 åskådare fick se Oscar Egg och Francesco Verri vinna med det nya "världsrekordet" 2 804 miles (cirka 4 512 km) plus åtta varv på 144 timmar. Loppet arrangerades även i Chicago Coliseum och från 1929, när Chicago Stadium stod klar, även där. Totalt arrangerades 49 sexdagarslopp i Chicago genom åren, vilket i Nordamerika bara överträffas av New Yorks sexdagars med 70 upplagor 1899–1961.

## Podieplaceringar
| År             | Vinnare                               | Tvåa                                  | Trea                               |
| 1915 jan./feb. | Oscar Egg Francesco Verri             | Jimmy Moran Reginald McNamara         | Clarence Carman Frank Corry        |
| 1915 nov.      | William Hanley Percy Lawrence         | Martin Ryan Lloyd Thomas              | Gordon Walker Robert Walthour      |
| 1916 feb.      | Robert Spears Reginald McNamara       | Percy Lawrence Jake Magin             | George Cameron Harry Kaiser        |
| 1917 feb.      | Francesco Verri Reginald McNamara     | Frank Corry Jake Magin                | Peter Drobach Eddy Madden          |
| 1918-1920      | ej avhållet                           | ej avhållet                           | ej avhållet                        |
| 1921 jan.      | Jake Magin Eddy Madden                | Alfred Hill Ernest Kockler            | Willy Lorenz Fred Weber            |
| 1921 apr.      | Jake Magin Eddy Madden                | Bob Fitzimmons Harry Horan            | Ray Eaton Harry Kaiser             |
| 1922 feb.      | Willy Coburn Dave Lands               | Percy Lawrence Lloyd Thomas           | César Debaets Alois Persyn         |
| 1923 feb.      | Oscar Egg Maurice Brocco              | Alfred Goullet Bob Walthour           | Harry Horan Lloyd Thomas           |
| 1923 okt./nov. | Carl Stockholm Ernest Kockler         | Willy Coburn Maurice Brocco           | Percy Lawrence Joe Kopsky          |
| 1924 jan.      | Oscar Egg Alfred Grenda               | Carl Stockholm Ernest Kockler         | Maurice Declerck Eddy Madden       |
| 1924 okt./nov. | Harry Horan Bob Walthour              | Maurice Declerck Alfred Taylor        | Henri Stockelynck Franco Giorgetti |
| 1925 feb.      | Reginald McNamara Bob Walthour        | Henri Stockelynck Alfons Goossens     | Harry Horan Eddy Madden            |
| 1925 nov.      | Fred Spencer Bob Walthour             | Harry Horan Harris Horder             | Reginald McNamara Alfons Goossens  |
| 1926 feb.      | Reginald McNamara Bob Walthour        | Fred Spencer Franco Giorgetti         | Henri Stockelynck Alfons Goossens  |
| 1926 okt.      | Dave Lands Otto Petri                 | Anthony Beckman Charles Winter        | Reginald McNamara Alfons Goossens  |
| 1927 mar.      | Carl Stockholm Franco Giorgetti       | Fred Spencer Charles Winter           | Harry Horan Eddy Madden            |
| 1927 okt.      | Bob Walthour Franco Giorgetti         | Klaas van Nek Alfons Goossens         | Carl Stockholm Fred Spencer        |
| 1928 jan.      | Anthony Beckman Gérard Debaets        | Fred Spencer Bob Walthour             | Klaas van Nek Dave Lands           |
| 1928 okt./nov. | Piet van Kempen Mike Rodak            | William Fenn Jr Bob Walthour          | George Dempsey Gérard Debaets      |
| 1928 nov.      | Franz Duelberg Jimmy Walthour         | Paul Broccardo Alfred Letourneur      | Anthony Beckman Franco Giorgetti   |
| 1929 mar.      | Franz Duelberg Franco Giorgetti       | Paul Broccardo Alfred Letourneur      | Willie Grimm Dave Lands            |
| 1929 nov.      | Reginald McNamara Gaetano Belloni     | Paul Broccardo Alfred Letourneur      | Franz Duelberg Viktor Rausch       |
| 1930 feb.      | Anthony Beckman Gérard Debaets        | Paul Broccardo Alfonso Zucchetti      | Fred Spencer Charles Winter        |
| 1930 nov.      | Marcel Guimbretiere Alfred Letourneur | Paul Broccardo Franco Giorgetti       | Adolphe Charlier Roger De Neef     |
| 1931 feb.      | Willie Grimm Emil Richli              | Marcel Guimbretiere Alfred Letourneur | Reginald McNamara Charles Winter   |

| År             | Vinnare                            | Tvåa                                  | Trea                               |
| 1931 nov.      | Franz Duelberg Willie Grimm        | Marcel Guimbretiere Alfred Letourneur | Franco Giorgetti Gérard Debaets    |
| 1932 feb.      | Jan Pijnenburg Adolphe Van Nevele  | Marcel Guimbretiere Alfred Letourneur | Reginald McNamara Harry Horan      |
| 1932 nov.      | Jules Audy William Peden           | Alfredo Binda Norman Hill             | Gérard Debaets Alfred Letourneur   |
| 1933 mar.      | Gérard Debaets Alfred Letourneur   | Jules Audy Willie Grimm               | Henri Lepage Prudent Delille       |
| 1933 okt./nov. | Ewald Wissel Jimmy Walthour        | Alfred Letourneur William Peden       | George Dempsey Robert Thomas       |
| 1934 mar.      | Tony Shaller William Peden         | Tino Reboli Edoardo Severgnini        | Reginald McNamara Dave Lands       |
| 1934 nov.      | Gérard Debaets Alfred Letourneur   | Jack Schaller Robert Thomas           | Jerry Rodman Cecil Yates           |
| 1935 mar.      | Franco Giorgetti Alfred Letourneur | Tino Reboli Robert Thomas             | Ernst Bühler Tony Shaller          |
| 1935 nov.      | Gustav Kilian Heinz Vopel          | Jerry Rodman Alfred Hill              | Jules Audy William Peden           |
| 1936 mar.      | Gustav Kilian Heinz Vopel          | Jules Audy William Peden              | Jerry Rodman Robert Thomas         |
| 1936 nov.      | Emile Diot Emile Ignat             | Gustav Kilian Heinz Vopel             | Jerry Rodman Cecil Yates           |
| 1937 mar.      | Emile Diot Emile Ignat             | Alvaro Giorgetti Cor Wals             | Jules Audy William Peden           |
| 1937 nov.      | Gustav Kilian Heinz Vopel          | Emile Diot Emile Ignat                | Douglas Peden William Peden        |
| 1938 jan./feb. | Gustav Kilian Heinz Vopel          | Douglas Peden William Peden           | Tino Reboli Gérard Debaets         |
| 1938 mar.      | Omer De Bruycker Alfred Letourneur | Douglas Peden William Peden           | Tino Reboli Gérard Debaets         |
| 1938 nov.      | Gustav Kilian Heinz Vopel          | Douglas Peden William Peden           | Marcel Guimbretiere Gérard Debaets |
| 1939 feb.      | Gustav Kilian Robert Thomas        | Heinz Vopel Cecil Yates               | Douglas Peden William Peden        |
| 1939 nov.      | Douglas Peden William Peden        | Cecil Yates Jerry Rodman              | Jules Audy Henry O'Brien           |
| 1940 nov.      | Cecil Yates William Peden          | Douglas Peden Archie Bollaert         | Charles Bergna Angelo De Bacco     |
| 1941           | ej avhållet                        | ej avhållet                           | ej avhållet                        |
| 1942 jan.      | Cecil Yates Douglas Peden          | Charles Bergna Angelo De Bacco        | Charly Yaccino William Peden       |
| 1943-1945      | ej avhållet                        | ej avhållet                           | ej avhållet                        |
| 1946 apr./maj  | Erwin Pesek Tino Reboli            | Michael Abt Rene Cyr                  | Bill Jacoby Charly Yaccino         |
| 1947 okt.      | Bill Anderson Stanley Bransgrove   | Bill Jacoby Alfred Letourneur         | Erwin Pesek Charly Yaccino         |
| 1948 okt./mov. | Walter Diggelmann Hugo Koblet      | Roger De Corte André Maelbrancke      | Erwin Pesek Charly Yaccino         |
| 1949-1956      | ej avhållet                        | ej avhållet                           | ej avhållet                        |
| 1957 mar.      | Peter Post Harm Smits              | Erwin Pesek Ted Ernst                 | Mino De Rossi Jack Heid            |